# Oxyopes campestratus
Oxyopes campestratus är en spindelart som beskrevs av Simon 1910. Oxyopes campestratus ingår i släktet Oxyopes och familjen lospindlar. Inga underarter finns listade i Catalogue of Life.